# Předslav
Obec Předslav (německy Pschedslaw, též Predslaw) se nachází v okrese Klatovy, kraj Plzeňský. Žije zde 829 obyvatel, z toho asi polovina v připojených vesnicích.

## Geografie
Předslav leží asi 7 km severovýchodně od Klatov, ve Švihovské vrchovině na Měcholupském potoce. V širokém údolí proti proudu tohoto potoka (tj. směrem na východ) se nacházejí další připojené vsi a osady: Měcholupy, Makov, Petrovičky, Třebíšov, Hůrka a Němčice.
Nejvyšším bod území obce je vrch V Obci (607 m n.m.) na východním okraji katastru. Nejníže je výtok Měcholupského potoka na západě (395 m).
Předslaví prochází silnice II/117, místní částí Petrovičky silnice II/191.
Východní okraj území obce je součástí přírodního parku Plánický hřeben.

## Historie
První písemná zmínka o obci pochází z roku 1352.

## Pamětihodnosti
- bývalá gotická tvrz (přestavěná na pivovar a posléze na sokolovnu), č.p. 3
- kostel svatého Jakuba Většího
- socha svatého Jana Nepomuckého na návsi
- Měchurova hrobka
- sýpka
- zámek (tvrz) Měcholupy
- tvrz Němčice

## Části obce
V závorce počet obyvatel roku 2011.
- Předslav (332)
- Hůrka (5)
- Makov (46)
- Měcholupy (141)
- Němčice (121)
- Petrovičky (60)
- Třebíšov (23)

## Rodáci
- Antonín Kraus (1908–1951), armádní a zkušební pilot
- Kamila Sojková (1901–2000), spisovatelka

## Fotogalerie

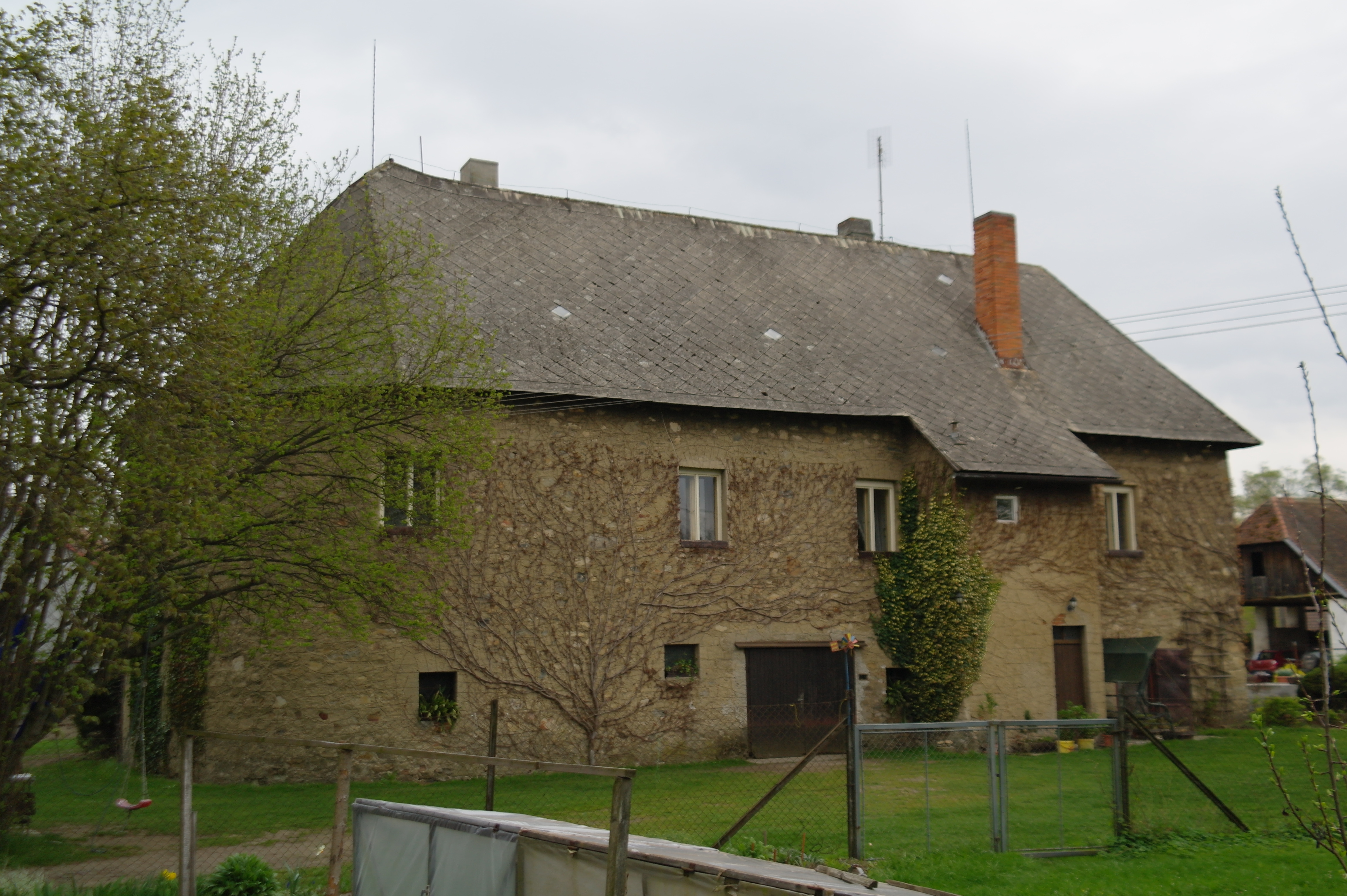
Zámek
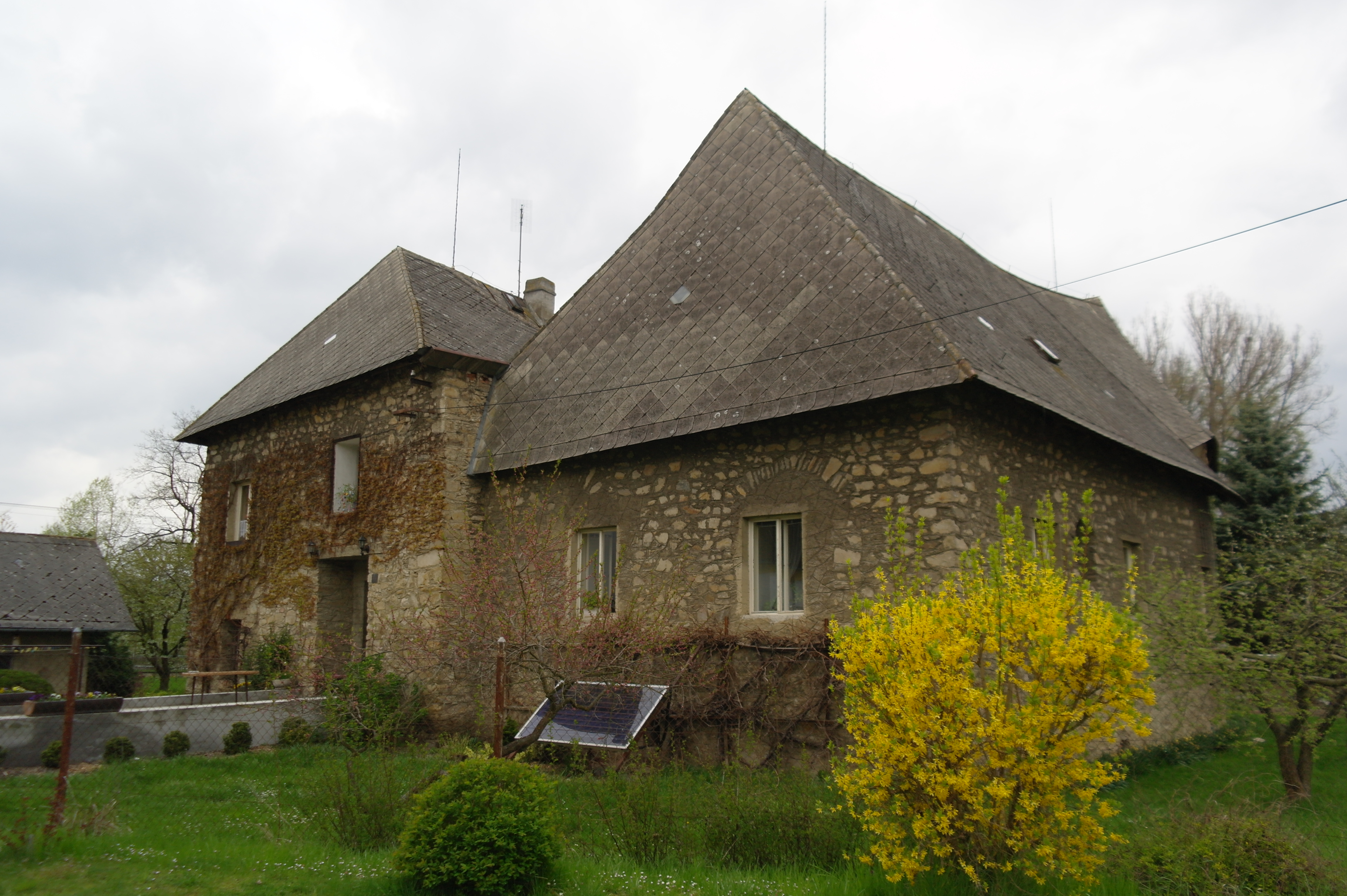
Zámek z boku